# سیلوین لگوینسکی
سیلوین لگوینسکی (انگلیسی: Sylvain Legwinski؛ زادهٔ ۱۰ ژوئن ۱۹۷۳) بازیکن فوتبال اهل فرانسه است.
از باشگاه‌هایی که در آن بازی کرده‌است می‌توان به باشگاه فوتبال فولام، آ.اس موناکو، باشگاه فوتبال ایپسویچ تاون، باشگاه فوتبال سنت نئوتز تاون، و باشگاه فوتبال بوردو اشاره کرد.
وی همچنین در تیم ملی فوتبال زیر ۲۱ سال فرانسه بازی کرده‌است.